# تپه هفت کانی حلول
تپه هفت کانی حلول مربوط به سده‌های میانه دوران‌های تاریخی پس از اسلام است و در شهرستان ثلاث باباجانی، بخش مرکزی، روستای حلول واقع شده و این اثر در تاریخ ۴ خرداد ۱۳۸۴ با شمارهٔ ثبت ۱۱۷۹۹ به‌عنوان یکی از آثار ملی ایران به ثبت رسیده است.